# Asota antennalis
Asota antennalis là một loài bướm đêm thuộc họ Erebidae. Nó được tìm thấy ở Sulawesi và the Sumatra.
Sải cánh dài khoảng 61 mm.